# Bystrzyce
Bystrzyce (ukr. Бистричі) – wieś na Ukrainie w rejonie bereźneńskim, obwodu rówieńskiego.
W latach 1936–39 w Bystrzycach stacjonował 16 Szwadron Kawalerii Korpusu Ochrony Pogranicza.
Urodził się tu Taras Boroweć, ps. „Taras Bulba” – ukraiński działacz polityczny, ataman konspiracyjnej Siczy Poleskiej UPA. 